# Црква Светих апостола Петра и Павла у Церовици
Црква Светих апостола Петра и Павла у Церовици храм је Српске православне цркве који припада Епархији зворничко-тузланској. Налази се у мјесту Церовици, на територији општине Станари, у Републици Српској, Босна и Херцеговина. Храм се налази на листи заштићених непокретних културно-историјских добара Републике Српске.

## Историја
Темеље храма у Церовици освештао је митрополит дабробосански Георгије Николајевић 30. маја 1891. године, на Спасовдан. Исти митрополит освештао је храм на Петровдан 1892. године. Првобитни звоник замијењен је новим 1978. године. Током Другог свјетског рата причињена је мања материјална штета на храму. Током грађанског рата у Босни и Херцеговини (1992—1995) Армија Републике Босне и Херцеговине и Хрватско вијеће одбране удруженим снагама напале су село 11. априла 1995. године. Тада је храм погођен са неколико тенковских граната.
Том приликом оштећен је кров, олтарска апсида, олтар и часни пријесто. Обнова храма извршена је од 1996. до 2000. године. Након обнове, храм је 13. августа 2000. чином обновљења освештао епископ зворничко-тузлански Василије Качавенда. Храм је живописао Никола Ђуровић из Косјерића. У посједу храма налазе се три светиње: икона са честицом моштију Света Матрона Московска, копија иконе Пресвете Богородице „Помоћ несрећнима” и часни крст донесен из Јерусалима. Предање о црквеном животу у Церовици говори да је раније постојала „нека грађевина направљена од прућа, покривена платном, која је изгледала као шатор”. У селу је тада било 48 српских православних домова, које је опслуживао поп Коста Анђелић.
Црква је подигнута на крају села, на брежуљку Гојаковцу, с десне стране поред главног друма између Јелаха и Станара. Кум цркве на освештавању тада је био Теодор Ђурић, земљорадник из села Мале Буковице.

### Свештеници који су служили на парохији
- Васо Анђелић (1840—1860);
- Теодор Зрнић (1860—1872); повремено је служио Јово Квржић (1840—1878); Радња Доња
- Коста Анђелић, протојереј (1872—1928);
- Стојан Станковић (1928—1929);
- Василије К. Станковић, јеромонах (1929—1932);
- Цвијетин Стевић (1932—1933);
- Радивоје М. Јелић (1933—1941); од (1941—1945); за време рата свештеника су протерале усташе.
- нема података о свештенослужитељима од 1945;
- до 1956. године; Никола Мандић (1956—1957);
- Ристо Кривокапић (1957—1964);
- Ранко Јотић (1964—1965);
- Крсто Рикић (1965—1970);
- протојереј-ставрофор Петар Нинковић (1970—1982);
- Недељко Митровић (био парох три мјесеца 1982);
- Митар Топаловић (1982—1985);
- Раденко Мировић (1985—1991);
- станарски парох Станислав Рађен, протојереј-ставрофор (1991—1994);
- протојереј-ставрофор Мирослав Живковић (1994—2019);
- јереј Немања Продић (2019—данас).

## Матичне књиге
Парохијске матичне књиге воде се од 1892. године, а недостају сљедеће:
- рођених и крштених (1892—1896, 1931—1935, 1947—1955);
- вјенчаних (1892—1927, 1936—1954);
- умрлих (1892—1904, 1920—1932).

## Филијални храм
Црква Св. Цара Константина и Царице Јелене у Витковцима. Храм је димензија 14 × 7 метара. Градња храм започета је 1997. године. Темеље је освештао епископ зворничко-тузлански г. Василије 1999. године. Исти епископ освештао је храм 2004. године. Иконостас од храстовине дјело је Живка Вуковића из Шњеготине. Иконе на иконостасу живописао је Милојко Продановић из Кулаша. Храм је живописао од 2007. до 2009. године Никола Ђуровић из Косјерића.

## Парохијски дом
Парохијски дом у Церовици саграђен је 2005. године, а исте године освештао га је епископ зворничко-тузлански Василије Качавенда. Прије овог парохијског дома постојао је стари који је у рату 1992. године девастиран и знатно оштећен. Након изградње новог парохијског дома стари дом је порушен. У порти храма налази се још и свештенички дом.

## Други црквено-општински објекти
У порти храма у Церовици налази се објекат старе школе подигнуте непосредно након освештања храма у Церовици на Аранђеловдан 1898. године, а у вријеме службовања проте Косте Анђелића. Од самог почетка водила се као имовина Црквено-школске општине у Гојаковцу, о чему свједочи и благајнички дневник који је сачуван. Настава је у ондашњој школи држана до 1980-их. Тада је подигнута нова зграда основне школе у Церовици у којој је настављен рад основне школе. Током Рата у БиХ (1992—1995) објекат је порушен. У послератном периоду почело је њено генерално обнављање. Данас је овај објекат преиначен у Светосавски дом у Церовици. У просторијама старе школе смјештен је Завичајни музеј „Гојаковац”, који је отворио епископ зворничко-тузлански г. Хризостом Јевић 11. маја 2014. године.